# Marco Fassone
Marco Fassone (Pinerolo, 17 agosto 1964) è un dirigente d'azienda e dirigente sportivo italiano.

## Carriera
Laureato in Lettere Moderne all'Università di Torino nel 1987, l'anno seguente entra a far parte del gruppo Ferrero, dove rimane per 12 anni.
Nel 2001 passa alla Galbani in qualità di Direttore per lo Sviluppo di nuovi prodotti, incarico ricoperto per circa un anno.
In questo periodo è anche assistente arbitrale affiliato alla CAN A-B.

### Juventus
Nel luglio 2003 approda nel mondo dello sport, entrando a far parte dello staff della Juventus come Direttore Marketing. Figura di primo piano nel settore commerciale del club bianconero, raggiunge la carica di Direttore Esecutivo Area Stadio, Marketing e Vendite ed è tra gli artefici del progetto del nuovo stadio e dell'internazionalizzazione del marchio della società torinese. In quest'ottica ispira, tra le altre cose, la creazione del primo Juventus Club in Cina.

### Napoli
La qualità del suo lavoro in questi campi suscita l'interesse del presidente del Napoli Aurelio De Laurentiis, che gli offre l'incarico di direttore generale della società partenopea, carica vacante dopo la risoluzione del contratto di Pierpaolo Marino. I contatti vengono avviati già nell'autunno 2009, ma la dirigenza bianconera dà il proprio avallo solo nell'estate successiva: il 9 agosto 2010 Fassone assume ufficialmente il suo nuovo incarico, con il compito di portare il marchio Napoli sui mercati esteri e di occuparsi della questione dello stadio.
Il 22 maggio 2012, al termine di due anni di collaborazione con la società di De Laurentiis, annuncia ufficialmente il suo addio, pubblicando una lettera di congedo e di saluto indirizzata ai tifosi.

### Inter
Il 30 maggio 2012 diventa direttore generale dell'Inter, dopo che già il suo predecessore Ernesto Paolillo ne aveva preannunciato l'ingresso in società due giorni prima. Nel contempo viene nominato anche Consigliere Delegato di Inter Brand sotto la presidenza di Erick Thohir, e Direttore Generale di Inter Media and Communication.
Il 18 settembre 2015, attraverso un comunicato ufficiale sul sito internet, l'amministratore delegato dell'Inter Michael Bolingbroke comunica l'interruzione del rapporto di Fassone con i nerazzurri, dato il dualismo che si era creato tra i due.

### Milan e Bain Capital
Il 14 aprile 2017, con l'ufficializzazione del passaggio di proprietà del Milan da Fininvest all'imprenditore cinese Li Yonghong, Fassone diventa ufficialmente amministratore delegato del club rossonero sostituendo Adriano Galliani.
Il 21 luglio 2018, dopo il passaggio del Milan ad Elliott Management Corporation a causa degli inadempimenti di Li Yonghong, viene licenziato dall'incarico per giusta causa dal nuovo Presidente Paolo Scaroni, avendo compromesso il rapporto fiduciario col club.
Al 2021 risulta essere consulente di Bain Capital, un fondo d’investimento statunitense.

## Carriera dirigenza sportiva in sintesi
- 2003-2009:  Juventus - Direttore Esecutivo Area Stadio, Marketing e Vendite
- 2010-2012:  Napoli - Direttore generale
- 2012-2015:  Inter - Direttore generale
- 2017-2018:  Milan - Amministratore delegato